# Chiruromys lamia
Il topo arboricolo dalla testa larga (Chiruromys lamia  Thomas, 1897) è un roditore della famiglia dei Muridi endemico della Nuova Guinea.

## Descrizione

### Dimensioni
Roditore di piccole dimensioni, con la lunghezza della testa e del corpo tra 97 e 120 mm, la lunghezza della coda tra 147 e 172 mm, la lunghezza del piede tra 23,6 e 24,4 mm, la lunghezza delle orecchie tra 17,1 e 19,8 mm e un peso fino a 56 g.

### Aspetto
La pelliccia è fine e setosa. Le parti superiori vanno dal bruno-grigiastro al grigio scuro, più chiare sul muso, mentre le parti ventrali, le guance, il muso, le mani ed i piedi sono bianco-giallastri. Le orecchie sono arrotondate e bruno-neratre. La coda è più lunga della testa e del corpo, è prensile, bruno-nerastra ed ha 12-15 anelli di scaglie per centimetro. Nella sottospecie C.l.kagi, le scaglie sono corredate da un singolo pelo.

## Biologia

### Comportamento
È una specie arboricola. Si rifugia negli alberi cavi in piccoli gruppi.

## Distribuzione e habitat
Questa specie è diffusa nelle Owen Stanley Range, nell'estrema parte sud-orientale della Nuova Guinea
Vive nelle foreste umide tropicali primarie e secondarie tra 1.200 e 2.300 metri di altitudine.

## Tassonomia
Sono state riconosciute 2 sottospecie:
- C.l.lamia: Owen Stanley Range tra 1.200 e 1.500 metri di altitudine;
- C.l.kagi (Tate, 1951): Owen Stanley Range tra 1.500 e 2.300 metri di altitudine.

## Conservazione
La IUCN Red List, considerata la tolleranza al degrado della qualità del proprio habitat, la popolazione numerosa e la mancanza di reali minacce, classifica C.lamia come specie a rischio minimo (Least Concern).